# How It Feels to Be Run Over
How It Feels to Be Run Over (¿Qué se siente al ser atropellado?) es un filme mudo de un minuto hecho por los estudios de cine Hepworth y dirigido por Cecil Hepworth. Tal y como en otras películas de la época, presenta a la audiencia imágenes de una experiencia impactante sin necesidad de una narración elaborada.

## Trama
Se acerca una carroza, y pasa por un lado del campo de visión. Poco después, un automóvil sale de la carretera, en línea recta hacia la cámara. A medida que se acerca, los pasajeros se comienzan a mover frenéticamente, pero se evita la colisión.

## Reparto
- Cecil Hepworth: Conductor.
- May Clark: Pasajera.
- Varios actores: Pasajeros.